# VHS-C

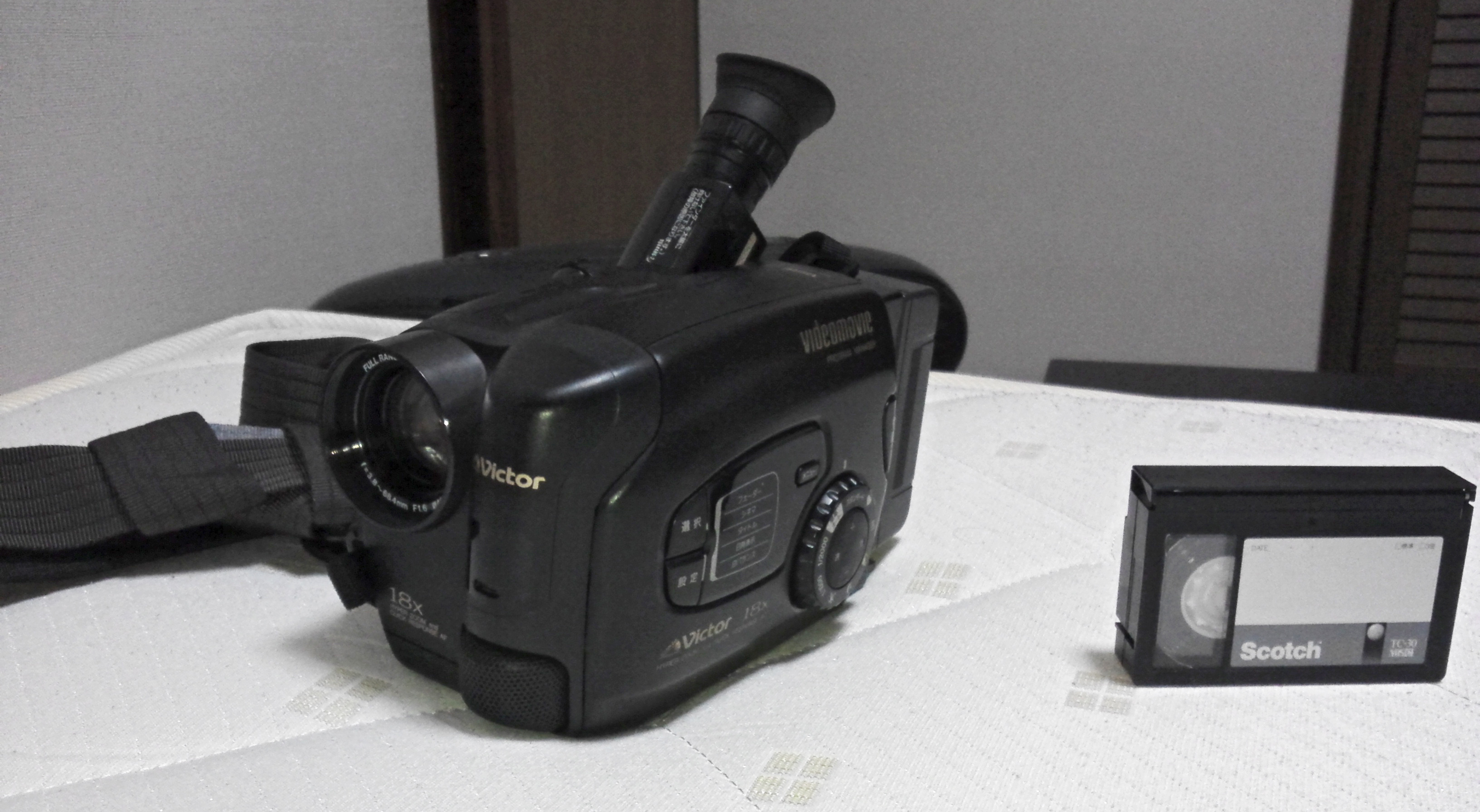
VHS-C-Camcorder mit VHS-C-Kassette

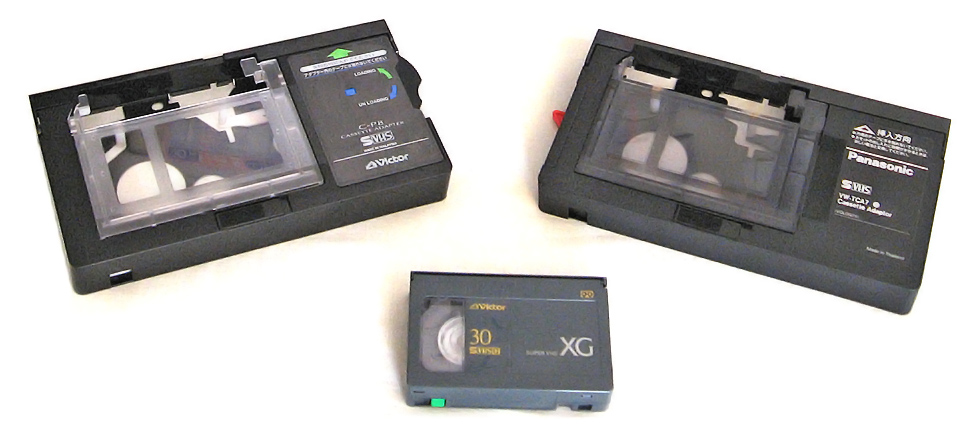
VHS-Adapter für VHS-C-Kassetten

VHS-C (Video Home System Compact) ist ein kleineres Kassettenformat für das VHS. Es wurde von JVC entwickelt, um kleinere Camcorder bauen zu können, da das herkömmliche Kassettenformat dafür zu sperrig war. Das neue Videobandformat wurde 1982 zusammen mit dem ersten Camcorder von JVC präsentiert. Das Magnetband ist wie bei einer herkömmlichen VHS-Kassette 12,7 mm breit, mit einem mechanischen Adapter passen die VHS-C-Kassetten auch in normale VHS-Videorekorder. Zum S-VHS gibt es analog auch S-VHS-C in gleicher Bauweise, jedoch mit dem höherwertigen, für S-VHS-Aufzeichnungen geeigneten Magnetband.

## Kassettengröße
Eine VHS-C-Kassette ist schmaler als eine übliche Audiokassette, ungefähr gleich hoch und gut doppelt so dick. Vom Volumen her nimmt die VHS-C-Kassette ca. ein Viertel (28 Prozent) einer VHS-Kassette ein.

## Verfahren
Das Verfahren sowie die technischen Daten entsprechen denen von VHS bzw. S-VHS.

## Anwendung
Die VHS-C wurde vorwiegend in einfacheren, preiswerten Camcordern für den Heimgebrauch eingesetzt und erlangte dort innerhalb kurzer Zeit große Beliebtheit. VHS-C und das Konkurrenzformat Video 8 waren viele Jahre lang die einzigen für den Heimgebrauch erschwinglichen Camcorderformate.
Mit der Einführung von Hi8 und digitalen Camcordersystemen wie DV wurde VHS-C allmählich vom Markt verdrängt und fristet heute nur noch ein Schattendasein. VHS-C-Kassetten sind zwar derzeit noch neu erhältlich, VHS-C-Camcorder hingegen werden seit einigen Jahren kaum mehr angeboten.